# فرع دمياط
فرع دمياط، هو أحد فرعي نهر النيل في مصر. الفرع الآخر هو فرع رشيد.
سُمّي بفرع دمياط لأن آخر المدن المصرية التي كان يمر بها قديمًا هي دمياط وتطل عليه كثير من المدن منها:
- المنصورة
- دمياط
- رأس البر
- بنها
- شربين
- سمنود
- زفتى
- ميت غمر